# Boren (gmina)
Boren (duń. Borne) – miejscowość i gmina w Niemczech w kraju związkowym Szlezwik-Holsztyn, w powiecie Schleswig-Flensburg, wchodzi w skład urzędu Süderbrarup.
1 marca 2013 do gminy przyłączono gminy Ekenis oraz Kiesby, które stały się automatycznie jej dzielnicami.